# Mzdówko
Mzdówko (kaszb. Mzdówkò) – osada popegeerowska w Polsce położona w województwie pomorskim, w powiecie słupskim, w gminie Kępice.
W latach 1975–1998 miejscowość należała administracyjnie do województwa słupskiego